# Enrico Gasbarra
Enrico Gasbarra (Roma, 12 agosto 1962) è un politico italiano, presidente della Provincia di Roma dal 26 maggio 2003 al 27 aprile 2008.

## Biografia
Nato il 12 agosto 1962 a Roma, in una famiglia di ristoratori originari del piccolo comune di Cittareale, in provincia di Rieti, fin da giovanissimo,  si impegna nel associazionismo cattolico e viene formato da fratel Lazzaro e don Luigi Di Liegro, "sacerdote degli ultimi" e fondatore della Caritas diocesana. Successivamente studia al liceo classico e si laurea in giurisprudenza presso l'Università degli Studi di Roma "La Sapienza", dove fu anche consigliere di facoltà, con una tesi sul diritto del lavoro.
Nel 1983, viene nominato relatore della Commissione ministeriale "Giacobbe" del Ministero dei lavori pubblici per la modifica della legge 392 sui contratti di locazione non abitativi.
Dal 1984 presta la propria attività lavorativa presso la direzione generale della Telecom Italia.
Dal 1989 al 1993, è consulente di società del settore delle partecipazioni statali.
Fonti di stampa gli attribuiscono la proprietà di 11 fabbricati a Roma. Lui dichiara «1 appartamento, 1 posto auto, 1 cantina di proprietà pervenuti per successione; 1 appartamento e 1 cantina in comproprietà al 50%; 3 locali commerciali in comproprietà al 25% pervenuti per successione; 1 appartamento, 1 posto auto, 1 cantina al 25% pervenuti per successione».
A giugno 2019 il presidente del Lazio, Nicola Zingaretti, lo nomina presidente dell'ISMA - Istituti di Santa Maria in Aquiro Archiviato il 18 settembre 2019 in Internet Archive., Ipab che fornisce servizi socio-sanitari ai minori e agli anziani in condizioni di emarginazione e di disagio psico-fisico e sociale.

## Attività politica

### Gli inizi
Si iscrive alla Democrazia Cristiana (DC) nel 1978, quando aveva 16 anni, con cui l'anno dopo viene eletto presidente regionale nel Lazio del Movimento Giovanile della Democrazia Cristiana, l'organizzazione giovanile della DC.
Nel 1984 viene eletto Consigliere nazionale e componente della direzione del Movimento Giovanile della DC.
Nel 1985, viene eletto consigliere della I Circoscrizione del comune di Roma (attuale Municipio I), ricoprendo l'incarico di presidente della commissione traffico-urbanistica.

### Consigliere e Assessore comunale
Sempre nel 1989, viene eletto consigliere comunale in minoranza nel piccolo comune di Cittareale (RI), di cui la famiglia è originaria e viene rieletto consigliere della I circoscrizione di Roma con il maggior numero di voti in assoluto. In virtù di questo, viene eletto presidente della circoscrizione, incarico che ricopre fino al 1993.
Nel 1993 diventa consigliere comunale di Roma e viene eletto presidente del consiglio comunale. L'anno seguente aderisce al Partito Popolare Italiano (dove viene eletto consigliere nazionale, incarico confermato negli anni a venire).

### Consigliere regionale e Vicesindaco di Roma
Alle elezioni regionali nel Lazio del 2000 si candida nelle liste del PPI con Rinnovamento Italiano (RI) di Lamberto Dini, a sostegno della mozione del presidente uscente Piero Badaloni, venendo eletto con oltre 13.000 preferenze in consiglio regionale del Lazio, che successivamente viene nominato vicepresidente della Commissione regionale per la Famiglia.
A giugno del 2001 diventa vicesindaco di Roma nella giunta comunale di Walter Veltroni, vincendo con lui in ticket alle elezioni amministrative, aderendo nel 2002 a La Margherita di Rutelli, una lista elettorale che divenne un partito raccogliendo il PPI, Rinnovamento Italiano di Dini e I Democratici di Arturo Parisi.

### Presidente della Provincia di Roma
In vista delle elezioni amministrative del 25 maggio 2003 si candida a presidente della Provincia di Roma, venendo appoggiato da una coalizione di centro-sinistra formata da: La Margherita, Democratici di Sinistra, Rifondazione Comunista, Verdi, Comunisti Italiani, Socialisti Democratici Italiani, Italia dei Valori, UDEUR, Repubblicani Europei e Lista civica. Ha Giovanni Bartoloni come capo della comunicazione.
Dal 2003 al 2007 la provincia di Roma ha erogato 3 milioni e mezzo di euro per risarcire venti consiglieri dei mancati guadagni per loro attività professionale privata dovuti alla loro elezione in consiglio provinciale.
Nel 2007, dopo due anni di scavi archeologici, da presidente della Provincia di Roma apre al pubblico le domus romane di Palazzo Valentini. Un intervento di valorizzazione portato avanti e curato da Piero Angela e da un’équipe di tecnici ed esperti dopo aver rimosso 1250 quintali di materiale di scarto, scaffali, mobili e scartoffie, portati via con 130 camion. Nello stesso anno aderisce al Partito Democratico.

### Deputato alla Camera
L'11 febbraio 2008 rassegna le dimissioni da presidente della Provincia Romana, così da poter partecipare alle elezioni politiche del 13-14 aprile 2008, dove viene candidato alla Camera dei deputati, ed eletto per il PD nella circoscrizione Lazio 1.
Il 20 febbraio 2012 è stato eletto segretario regionale del Partito Democratico del Lazio e nel gennaio 2014 si è dimesso.
Alle elezioni politiche del 2013 viene ricandidato alla Camera dei deputati, ed eletto tra le liste del PD al secondo posto nella medesima circoscrizione. È menzionato dai giornali durante le primarie. Il 25 settembre 2013 viene eletto segretario della Camera dei deputati in quota PD con 342 voti di preferenza sostituendo il neo nominato sottosegretario all'interno Giampiero Bocci. Nel 2011 fu tra gli 11 parlamentari definiti pacifisti per non aver votato a favore dei bombardamenti italiani contro la Libia.

### Europarlamentare
Nel luglio 2014 si costituisce l'associazione NoiDem, corrente PD di Umberto Marroni e Lorenza Bonaccorsi. Nel 2014 viene eletto alle elezioni europee con il PD nella circoscrizione Italia centrale. Con 112.762 preferenze è il terzo nella Circoscrizione Centro per il PD eletto dietro a Simona Bonafè e David Sassoli (53.593 solo a Roma), dove fa parte delle commissione giuridica, commissione per i trasporti e il turismo e della commissione di inchiesta "Panama Papers".
Alle primarie del PD del 2017 viene eletto all’Assemblea Nazionale e poi alla Direzione Nazionale.
In vista delle primarie del PD del 2019, Gasbarra sostiene la mozione di Nicola Zingaretti, presidente della Regione Lazio dal 12 marzo 2013 e candidato con la carriera amministrativa più lunga alle spalle, che risulterà vincente con il 66% dei voti.
Nell'aprile 2019 sceglie di non candidarsi alle elezioni europee, dichiarando comunque il proprio sostegno al Partito Democratico.

## Controversie
Dal dicembre 2014 la stampa riporta il nome di Gasbarra con riferimento a finanziamenti di CPL Concordia e a una telefonata di Salvatore Buzzi intercettata nel maggio 2014. Gasbarra smentisce: «Non conosco, non ho mai avuto incontri con Buzzi, o altre persone di quel “sistema”. Non so perché si dice che mi avrebbero dato qualche voto, di sicuro io non gli ho mai chiesto voti né contributi o finanziamenti, che infatti non ho ricevuto».